# Ford 6 Ton
M1917 je bio prvi veliko serijski američki tenk tijekom Prvog svjetskog rata. Bio je licencirana kopija uspješnog francuskog tenka Renault FT. Služeni naziv je bio M1917, ali je zbog sigurnosti poznatiji kao "6 Ton Special Tractor" (hrv. 6-tonski posebni traktor). Ukupno ih je proizvedeno gotovo 1000, ali ih je samo 64 dovršeno prije kraja rata, a samo 10 ih je došlo do Francuske. M1917 je postavio temelje za budući razvoj američke tenkovske industrije, usmjerivši SAD prema samostalnom razvoju oklopnih vozila u kasnijim sukobima.
Od francuskog originala se razlikovao po nekoliko izmjena od kojih su najznačajnije odvajanje posade i motora posebnom pregradom, ugradnja električnog startera za motor itd. U službi američke vojske su bili od listopada 1918. pa sve do 1939. kada su kao i tenkovi Liberty prepušteni Kanadi za trening posada.

### Zajednički poslužitelj
|  | Zajednički poslužitelj ima još gradiva o temi 6.5 Ton |